# Adenolobus garipensis
Adenolobus garipensis är en ärtväxtart som först beskrevs av Ernst Meyer, och fick sitt nu gällande namn av Antonio Rocha da Torre och Jean Olive Dorothy Hillcoat. Adenolobus garipensis ingår i släktet Adenolobus och familjen ärtväxter. Inga underarter finns listade i Catalogue of Life.